# Leyva Granja
Leyva Granja är en ort i Mexiko.   Den ligger i kommunen Luis Moya och delstaten Zacatecas, i den centrala delen av landet, 500 km nordväst om huvudstaden Mexico City. Leyva Granja ligger 2 021 meter över havet och antalet invånare är 117.
Terrängen runt Leyva Granja är lite kuperad. Runt Leyva Granja är det ganska tätbefolkat, med 60 invånare per kvadratkilometer. Närmaste större samhälle är San Pedro Piedra Gorda, 10,7 km sydväst om Leyva Granja. Trakten runt Leyva Granja består till största delen av jordbruksmark.